# BitRocket
BitRocket é um cliente nativo (Cocoa) em código aberto de BitTorrent para Mac OS X. Sendo hoje umas melhores alternativas em bittorrent para Mac OS X.
Ainda se encontra em versão beta (atualmente 0.3.3).
Até o momento não existe tradução para o Português, somente em inglês.
Funciona razoavelmente no Mac OS X, o Leopard a despeito de estar desatualizado e seu último lançamento ser anterior à última versão do sistema operacional.
É mantido por um grupo  pequeno (apenas 3 desenvolvedores de acordo com o SourceForge) por isso as dificuldades de manutenção e atualização do projeto.
Reside em seu núcleo a  biblioteca de BitTorrent libtorrent.

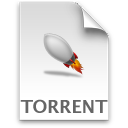
Ícone de torrents

## Recursos na interface de usuário
- Suporte a RSS (podendo o usuário baixar arquivos através disso).
- Integrado (personalizado) mecanismo de busca de torrents.
- Filtragem flexível.
- Gerador de torrent (.torrent).
- "Live info view".
- UPnP (Universal Plug and Play) e NAT-PMP Port Forwarding.
- Exibição da taxa de download (baixar) e upload no dock do sistema (assim como o Transmission e o Xtorrent) facilitando a vida do usuário.
- Mapeamento de portas
- Roda nativamente no Mac OS X (Cocoa).